# Urbanistyka

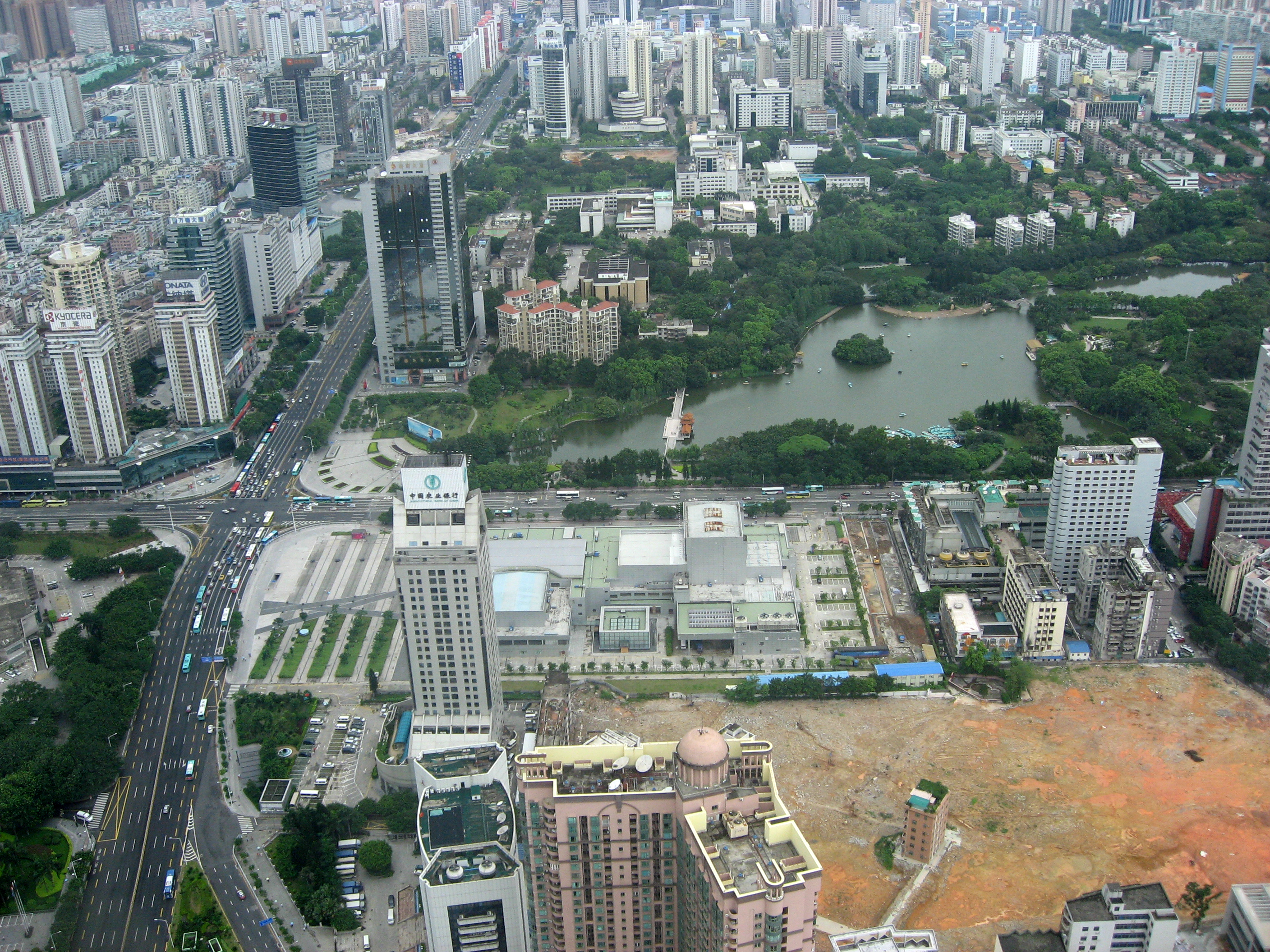
Ekspansja chińskiego miasta Shenzhen, jednego z najszybciej rozwijających się na świecie, została opracowana w ramach planowania urbanistycznego

Urbanistyka – nauka o planowaniu miast i osiedli oraz ich powstawaniu i historii rozwoju; urbanistyka jest dyscypliną nauk technicznych.
Nazwa „urbanistyka” po raz pierwszy została użyta przez hiszpańskiego teoretyka architektury Ildefonsa Cerdę i  pochodzi od łacińskiego słowa urbs, określającego miasto Rzym (w odróżnieniu od słowa civitas, które oznacza miasto w ogólności).
Urbanistyka zajmuje się analizą struktur miejskich i na tej podstawie opracowuje koncepcje planistyczne. Zadania urbanistyki obejmują minimalizację konfliktów interesów użytkowników poszczególnych obiektów budowlanych i ochronę środowiska, zarówno przyrodniczego, jak i kulturowego. 
Na przełomie XX i XXI w. popularność zdobyła urbanistyka bezpieczeństwa, tj. zapobieganie przestępczości poprzez właściwe kształtowanie przestrzeni publicznej (ang. crime prevention through environmental design; niem. urbane Sicherheit).

## Wpływ urbanistyki na relacje międzyludzkie
Donald Appleyard w swojej książce Livable Streets przedstawił pogłębione porównanie trzech podobnych ulic w San Francisco, które różniły się przede wszystkim natężeniem ruchu. Pierwszą, przez którą przejeżdżało dziennie około 2000 aut, Applyeard nazwał ulicą Spokojną. Ulicą Przeciętną przejeżdżało dziennie 8000 samochodów, a ulicą Ruchliwą 16000. Appleyard ustalił, że mieszkańcy ulicy Spokojnej mówią, że panują tam bliskie więzy sąsiedzkie, a „terytorium” mieszkańców – teren, który uważali za swój własny – roztaczało się na całą szerokość drogi. Ludzie przystawali na chodniku albo przed drzwiami domów na pogawędkę, w pobliżu bawiły się dzieci. Z kolei na ulicy Ruchliwej nie istniało poczucie więzi, a mieszkańcy postrzegali ją przede wszystkim jako drogę tranzytową między swoim domem i innym punktem. Według badań Appleyarda mieszkańcy ulicy Spokojnej mieli 3 razy więcej bliższych znajomych i 2 razy więcej dalszych znajomych wśród sąsiadów niż mieszkańcy ulicy Ruchliwej. Im większe było natężenie ruchu, tym bardziej w oczach mieszkańców malało ich „terytorium”.
Istnieją późniejsze prace, które potwierdziły wnioski Appleyarda. Przedmiotem przeprowadzonego w 2008 r. w Bristolu badania też były trzy ulice, ale różnice w natężeniu ruchu były jeszcze większe: od 14000 do 21000 samochodów dziennie. Mieszkańcy najspokojniejszej z analizowanych ulic deklarowali, że stanowią wspólnotę, mieli też 2 razy więcej dalszych znajomych i 5 razy więcej bliższych znajomych niż ci, których domy stały przy najbardziej uczęszczanej ulicy.